# Trần Văn Thành

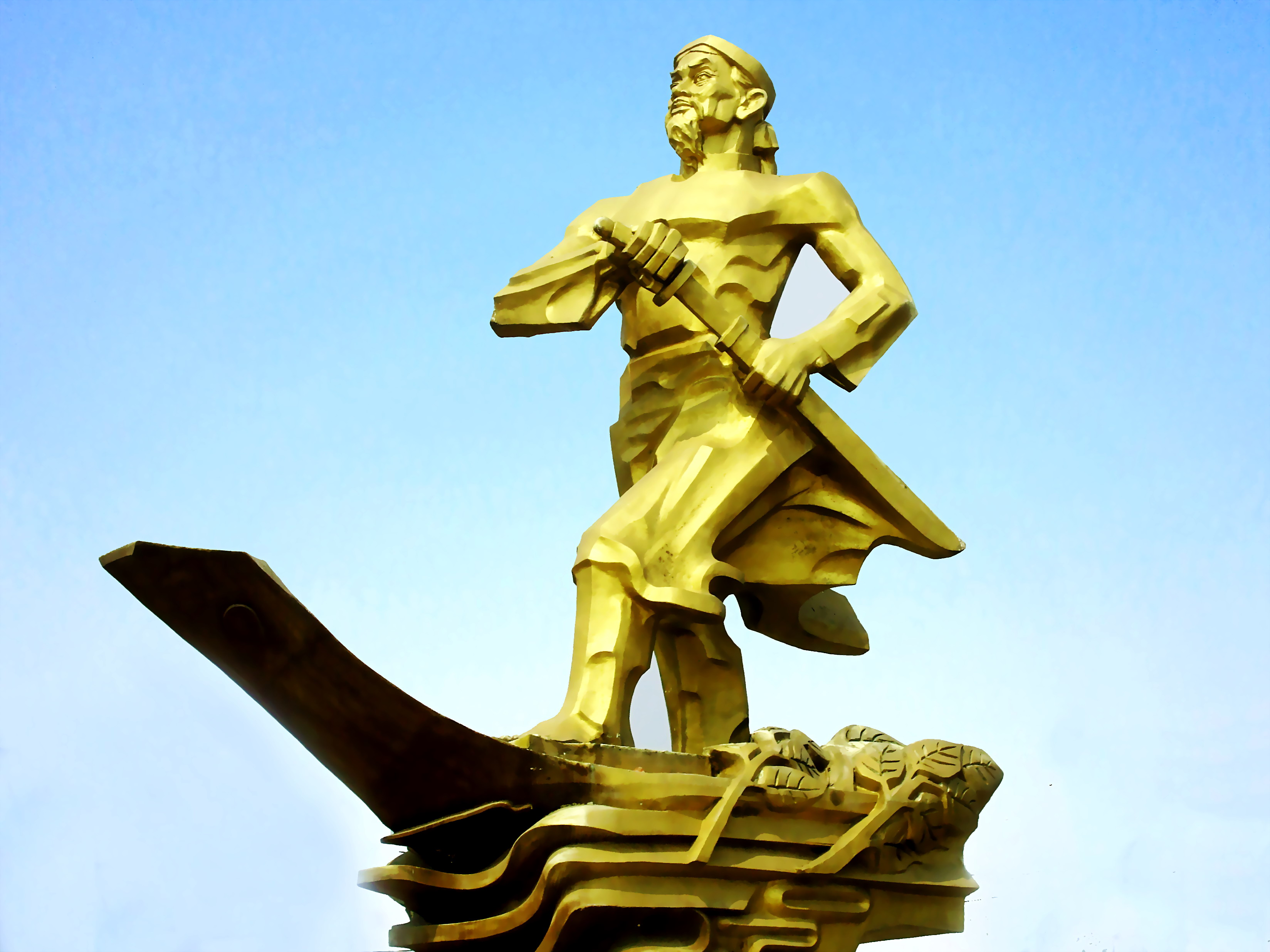
Tượng đài Trần Văn Thành tại thị trấn Cái Dầu (Châu Phú, An Giang)

Trần Văn Thành (1820 - 1873) còn được gọi là Quản cơ Thành (theo triều Nguyễn), Đức Cố Quản (tín đồ đạo Bửu Sơn Kỳ Hương gọi tôn). Ông là thủ lĩnh cuộc khởi nghĩa Bảy Thưa (1867-1873) trong lịch sử Việt Nam.

## Thân thế và sự nghiệp

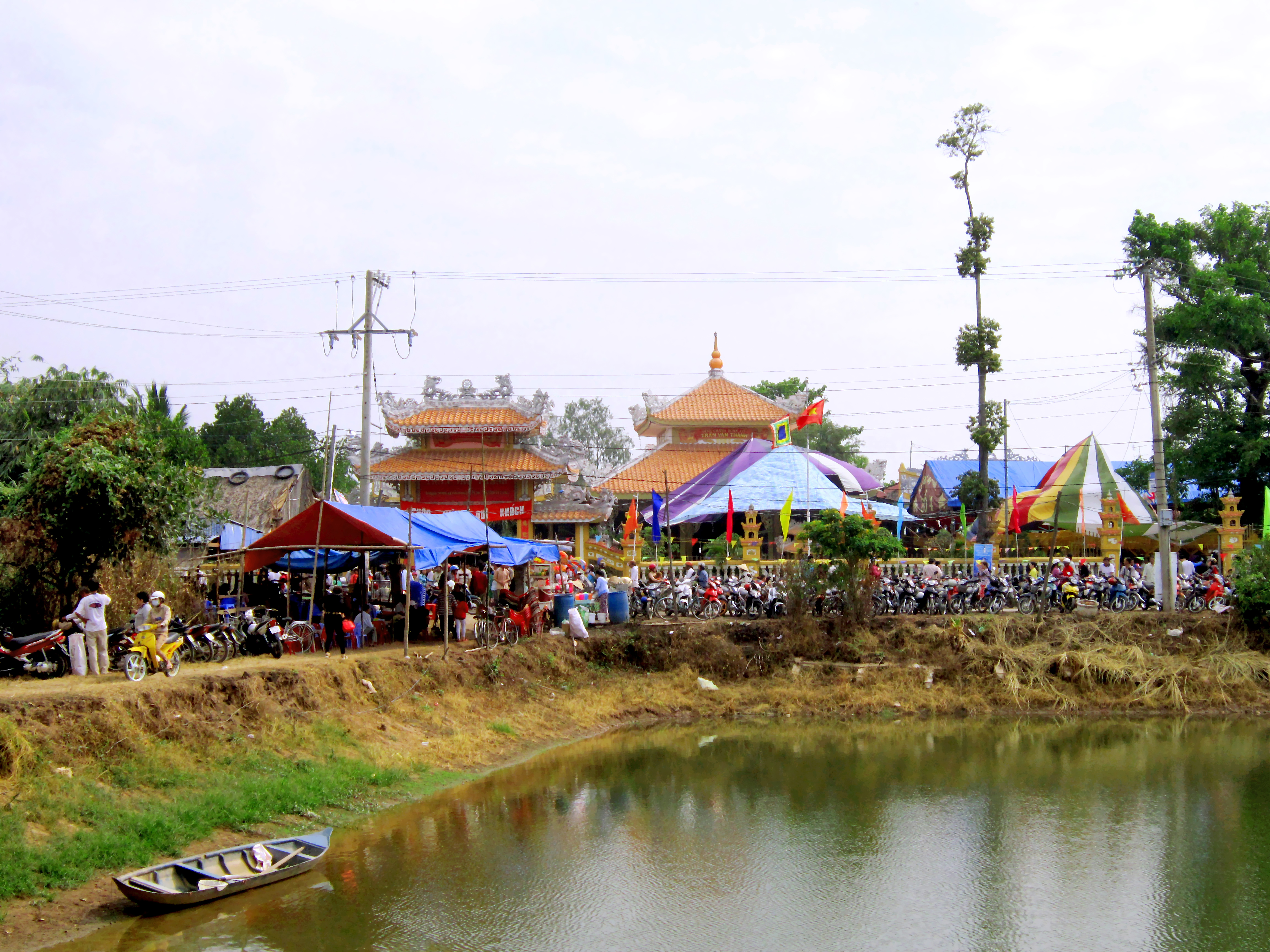
Dinh Chánh Quản cơ Trần Văn Thành ở Cồn Nhỏ. Theo lời kể, đây là nơi ông sinh trưởng

Trần Văn Thành sinh ra trong một gia đình trung nông ở ấp Bình Phú (Cồn Nhỏ), làng Bình Thạnh Đông, tổng An Lương, huyện Đông Xuyên, tỉnh Châu Đốc (nay thuộc ấp Bình Thành, xã Phú Bình, huyện Phú Tân, tỉnh An Giang) .
Ông trưởng thành và hoạt động dưới triều đại Thiệu Trị và Tự Đức, từ khoảng năm 1841 đến 1873.

### Thời loạn đầu quân giúp nước
Năm 1840, Trần Văn Thành gia nhập quân đội nhà Nguyễn giữa lúc Nặc Ông Đôn, em vua Cao Miên, nhờ có Xiêm La  giúp sức, đã khởi quân chống lại cuộc bảo hộ của Việt Nam.
Nhờ có sức khỏe, giỏi võ nghệ, khá thông thạo chữ nghĩa , nên ông được cử làm suất đội (chỉ huy khoảng 50 lính), từng đóng quân ở Chân Lạp (Campuchia).
Dưới thời Thiệu Trị, ông từng đem quân đánh dẹp phe nổi dậy ở Láng Cháy (Tri Tôn,An Giang) . Năm 1845, sau khi lập được nhiều công lao, ông được thăng làm Đức Quản Cơ, coi 500 quân, đóng quân ở Châu Đốc để giữ gìn biên giới phía Tây Nam.
Năm 1846, Nặc Ông Đôn quy phục nhà Nguyễn. Cuối năm Đinh Mùi (1857), xét thấy tình hình biên giới Tây Nam đã ổn định, thực hiện chính sách "ngụ binh ư nông", triều đình cho giải ngũ một số binh sĩ, trong đó có cơ biền của Trần Văn Thành. Trước khi về lại quê nhà, ông được ban thưởng nhiều phẩm vật cùng một tờ chiếu khen là "Quản cơ tinh binh".

### Giải ngũ về quê góp phần khẩn hoang, tu học
Giải ngũ, Trần Văn Thành cùng gia đình đến cư ngụ tại khu vực chùa Huê Viên (còn gọi là chùa Vườn Bông, nay thuộc xã Phú Bình, huyện Phú Tân).
Năm 1849, Trần Văn Thành gia nhập giáo phái Bửu Sơn Kỳ Hương do Đoàn Minh Huyên (Phật Thầy Tây An) sáng lập năm 1849.
Từ 1851, khi Đoàn Minh Huyên bị bắt buộc phải đến tu tại chùa Tây An (Châu Đốc), nghe lời thầy, ông mang vợ con rời Cồn Nhỏ (Bình Thạnh Đông) đến vùng Nhà Bàng sau này, rồi đến Láng Linh (Châu Phú) lập trại ruộng để lo việc khẩn hoang.

### Nước nhà bị ngoại xâm, trở lại quân ngũ

Tranh vẻ Trần Văn Thành

Tháng 2 năm 1861, Đại đồn Chí Hòa thất thủ, sau đó quân Pháp lần lượt đánh chiếm ba tỉnh miền Đông Nam Kỳ. Vua Tự Đức liền ra lời kêu gọi các sĩ dân nơi đây cùng hợp tác chống ngăn quân xâm lược. Hưởng ứng lệnh vua, Trần Văn Thành trở lại đội ngũ.
Sau khi đi Pháp chuộc lại ba tỉnh miền Đông Nam Kỳ thất bại, năm 1865, Phan Thanh Giản được cử làm Kinh lược sứ ba tỉnh miền Tây Nam Kỳ. Do sức ép của Pháp, triều đình lệnh cho Phan Thanh Giản phải lùng bắt Võ Duy Dương (còn gọi là Thiên hộ Dương). Phan Thanh Giản đã phái Trần Văn Thành thực hiện nhiệm vụ này, nhưng ông chỉ làm cho lấy có .
Ngày 20 tháng 6 năm 1867, quân Pháp chiếm thành Vĩnh Long. Sau đó, một đoàn tàu chiến do trung tá hải quân GaLey cầm đầu, tiến lên uy hiếp thành Châu Đốc, buộc Tổng đốc Phan Khắc Thận phải đầu hàng, tỉnh An Giang mất ngày 22 tháng 6 năm 1867.
Để cứu nguy nước nhà, Trần Văn Thành tự tổ chức dân binh đắp cản ở quê nhà (Cồn Nhỏ) để ngăn quân Pháp , đồng thời mang quân qua phía Rạch Giá, hỗ trợ cuộc khởi nghĩa Nguyễn Trung Trực. Tháng 6 năm 1868, thủ lĩnh Trung Trực đánh chiếm được đồn Kiên Giang mấy ngày, thì bị quân Pháp tổ chức phản công. Lập tức, Trần Văn Thành cho quân (có đông đảo đồng bào Núi Sập tiếp sức) đắp cản ở Ba Bần, Trà Kên (nay đều thuộc huyện Thoại Sơn) để ngăn cản tàu chiến Pháp đi tái chiếm tỉnh lỵ Rạch Giá .
Ngoài ra, ông còn can dự vào việc giết viên Chủ tỉnh Vĩnh Long là Salicetti ở Vũng Liêm .
Cuộc cản phá thất bại, Nguyễn Trung Trực bị đánh thua rút quân ra Hòn Chông (nay thuộc Kiên Lương), còn Trần Văn Thành thì dẫn lực lượng của mình vào Láng Linh dựng trại, khẩn hoang làm ruộng, luyện quân và rèn đúc vũ khí...để chuẩn bị làm cuộc đánh đuổi ngoại xâm 

### Tổ chức kháng Pháp ở Láng Linh
Bài chính: Khởi nghĩa Bảy Thưa
Láng Linh một cánh đồng rộng trũng phèn rộng bao la, thời nhà Nguyễn, đất này thuộc huyện Tây Xuyên, phủ Tuy Biên, tỉnh An Giang (nay nằm trên địa bàn các xã Thạnh Mỹ Tây, Đào Hữu Cảnh, Bình Phú (nay đều thuộc huyện Châu Phú tỉnh An Giang).. Xưa kia, nơi đây có nhiều đầm lầy, đế sậy và vô số cây thưa (vì thế mà thành tên cuộc khởi nghĩa) , lại ít có kênh rạch thông vào...
Theo lời kể của nhân dân và tư liệu cũ thì căn cứ chính của khởi nghĩa Bảy Thưa là Hưng Trung doanh (nay thuộc ấp Hưng Trung, xã Đào Hữu Cảnh, huyện Châu Phú). Xung quanh có các đồn làm tuyến ngăn cản đối phương, như: đồn Cái Môn, đồn Lương (đều thuộc Thạnh Mỹ Tây), đồn Giồng Nghệ (Vĩnh Hanh, (Châu Thành), trạm canh Ông Tà (Tà Đảnh, Tri Tôn), đồn Hờ ở vàm rạch Cái Dầu (Châu Phú), v.v... (xem thêm bản đồ chiến khu Bảy Thưa). Mỗi đồn đều được trang bị súng thần công, súng điểu thương, hỏa hổ,... với khoảng 150 nghĩa quân phòng thủ.
Trần Văn Thành phất cờ chống Pháp vào khoảng tháng 8 năm 1867, và lấy tên Binh Gia Nghị đặt cho đội quân của mình.
Theo tờ trình của Pháp năm 1870, thì lúc bấy giờ lực lượng của Trần Văn Thành có khoảng 1.200 nghĩa quân, bao gồm một số quân triều và nghĩa dân (trong đó phần đông là tín đồ Bửu Sơn Kỳ Hương). Để củng cố thêm thế lực, Trần Văn Thành cho người đến liên hệ với Pu Kom Pô, thủ lĩnh kháng Pháp ở Campuchia, nhưng vì ông này cũng đang gặp khó khăn nên việc liên kết không mấy hiệu quả. Ngoài ra, ông còn cho người sang Xiêm La và Cao Miên để mua súng đạn, nhưng không thành công, vì hai nước ấy không muốn nhúng tay vào việc Nam Kỳ e mất lòng Pháp .
Cuối năm 1868, các phong trào kháng Pháp tại Nam Kỳ đã bị tan rã gần hết, lực lượng Trần Văn Thành lâm vào thế cô, và ông trở thành nhân vật bị Pháp truy nã, treo giải thưởng cao .

### Bị tấn công và mất
Năm 1871, một cộng sự của Pháp là Trần Bá Lộc thử hành quân vào Bảy Thưa, nhưng chẳng thâu được kết quả do sình lầy, bốn phía lau sậy mù mịt, thỉnh thoảng bị phục kích.
Sang năm 1872, nhờ lời khai của nghĩa quân ra hàng và mật thám thăm dò được, thực dân quyết định mở cuộc càn quét lớn vào Bảy Thưa. Tuy nhiên mãi cho đến năm sau, họ mới phát lệnh hành quân.
Bắt đầu từ tháng 3 năm 1873, thực dân Pháp cho quân đánh phá đồn Hờ ở rạch Cái Dầu (thuộc Châu Phú), và uy hiếp đồn Nghệ (thuộc xã Vĩnh Hanh, huyện Châu Thành, An Giang) rồi kéo dần vào rừng. Họ nã đại bác vào phía trước và cho dân dọn đường phía sau. Qua 5 ngày chiến đấu, quân Bảy Thưa lui dần. Quân Pháp không tiến mau được vì ngột nắng và sợ đĩa. Ngày 19 tháng 3, hải quân Pháp từ Châu Đốc tiến vào đánh đồn Cái Môn (nay thuộc xã Thạnh Mỹ Tây, huyện Châu Phú). Tuy có hào sâu nhưng vì súng của nghĩa quân bắn không được xa, phát nổ phát không, nên chẳng bao lâu quân Pháp tràn vào được trong đồn. Cùng ngày ấy, tàu chiến Pháp đậu tại vàm rạch Mặc Cần Dưng (nay thuộc Châu Thành, An Giang), ngoài sông Hậu, rồi cho quân  dùng xuồng nhỏ vào ngọn rạch Mặc Cần Dưng (nay thuộc Châu Thành, An Giang) để tiến tới ngọn Hang Tra là nơi Trần Văn Thành đang chỉ huy chiến cuộc .
Biết mình đang bị bao vây, và người Pháp có vũ khí hữu hiệu, nhưng Trần Văn Thành và nghĩa quân vẫn cương quyết đối phó.
Theo Sơn Nam, khoảng 9 giờ sáng ngày 19 tháng 3 năm 1873 (21 tháng 2 năm Quý Dậu), quân Pháp bắt đầu xung phong đánh chiếm Hưng Trung doanh. Báo Le Courrier de Saigon ra ngày 5 tháng 4 năm 1873 tường thuật:
Tại Hưng Trung, Trần Văn Thành vẫn bình tĩnh đứng sau chiến lũy làm bằng những tấm ván và những bao gạo chồng lên nhau, để đốc thúc nghĩa binh chiến đấu. Nghĩa quân trong các chiến lũy thổi tù và, đánh trống và reo hò để tăng uy thế. Bên cạnh ông còn có con trai ông hỗ trợ cho ông bắn"...
Nhà văn Sơn Nam kể:
Ông Trần Văn Thành vẫn bình tĩnh đối phó, tuy đang bị vây. Ông đứng sau phòng tuyến làm bằng ván với những bao gạo chồng chất. Ông thách thức bọn Pháp, dùng ống loa mà chửi rủa thậm tệ. Đồng thời ông day về phía quân sĩ của mình mà khích động tinh thần; quân sĩ hò reo vang rân, chửi rủa bọn Pháp, trống đánh liên hồi. Ông Trần Văn Thành cắt từng lọn tóc nhỏ của mình mà phân phát cho các tín đồ...Bọn Pháp được lịnh đánh tràn vào. Ông Thành mặc áo màu đo sậm, đốc thúc chiến sĩ, ra hiệu lịnh, bên cạnh ông là đứa con ruột đang tiếp tay và đích thân ông bắn súng...
Trước hỏa lực mạnh mẽ của đối phương, dù cố gắng chống trả nhưng chỉ vài giờ sau thì quân Bảy Thưa cũng bị đánh tan. Cũng theo Sơn Nam thì sau trận này, bên nghĩa quân có 10 người chết, 5 người bị thương, 15 người bị bắt sống. Ngoài ra, họ còn bị đối phương chiếm đoạt 16 súng điểu thương, 70 cây đao, nhiều gạo cùng ghe xuồng, một số giấy tờ cho thấy ông Thành từng ở Rạch Giá với Nguyễn Trung Trực và can dự vào vụ đánh giết Salicetti (chủ tỉnh Vĩnh Long) ở Vũng Liêm.
Xong trận, quân Pháp nổi lửa đốt tất cả dinh trại, phá hủy hết các lò đúc vũ khí, rồi mang xác ông Thành và Đội Văn (Pháp ghi là Vang, giữ hậu tập, tử trận trong trận Hưng Trung) về trưng bày tại chợ Cái Dầu (Châu Phú) để thị uy, để ngăn chận những tin đồn cho rằng ông còn sống, chỉ tạm thời đi lánh mặt và sẽ tiếp tục kháng chiến . Theo Từ điển nhân vật lịch sử Việt Nam thì ông không tử trận. Sách viết: "sau khi bản doanh Hưng Trung bị tàn phá, thất bại nặng, ông rút lui vào chiến khu và mất ngày 21 tháng 2 âm lịch năm 1873".
Về cái chết của ông, đến nay vẫn chưa được làm rõ.

## Nhận xét
Nhà văn Sơn Nam viết về Trần Văn Thành và cuộc khởi nghĩa của ông như sau:
Trần Văn Thành từng tham gia những trận chống quân xâm lược Xiêm, đời Thiệu Trị. Qua đời Tự Đức, thấy sự áp bức của vua quan, ông trở thành tín đồ của Đoàn Minh Huyên, bấy lâu nổi danh với tài trị bệnh, cải cách Phật giáo, bỏ những nghi thức rườm rà, nhằm huy động nông dân chống lại phong kiến...
Với chí lớn không chút bi quan yếm thế, ngay sau khi cả tỉnh An Giang mất, ông đưa nghĩa dân và nghĩa quân qua phía Rạch Giá, tham gia cuộc khởi nghĩa , và ông trở thành nhân vật mà thực dân Pháp truy nã gắt gao, treo giải thưởng. Sau đó, ông rút lui về Láng Linh để khẩn hoang. Có thể nói, ông là người đầu tiên dám nghĩ đến việc canh tác ở vùng trũng phèn này. Từ năm 1871 đến đầu năm 1873, mật khu lần hồi thành hình... Nghĩa quân gồm quân sĩ cựu trào, thêm khá đông người yêu nước từ các tỉnh.
Khi đề cập cuộc khởi nghĩa Bảy Thưa, nhiều sử gia đều đánh giá cao, vì:
- Việc tổ chức khá khoa học, với công sự, kho lương thực; đặc biệt là đúc súng ống tại chỗ, tuy súng hãy còn thô sơ, kiểu "ống lói".
- Biết dùng hình thức tôn giáo để qui tụ quần chúng và che mắt thực dân Pháp.
- Thủ lĩnh (Trần Văn Thành) thấy rõ tương lai dân tộc ở hành động cụ thể là phải chống ngoại xâm, không thể ngồi khoanh tay chờ núi Cấm nứt ra "bất chiến tự nhiên thành". Thái độ của thủ lĩnh và nghĩa quân là "chiến đấu không thỏa hiệp"

## Tưởng nhớ

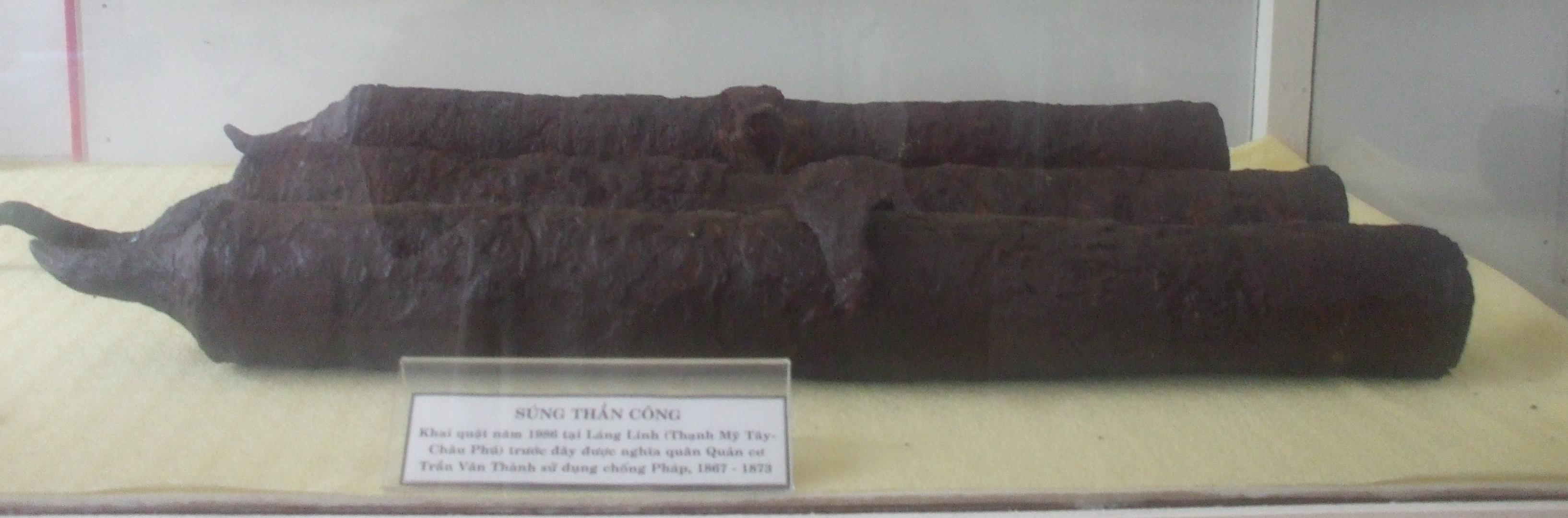
Súng của nghĩa quân Bảy Thưa, hiện trưng bày tại Bảo tàng An Giang

Nho sĩ Cao Văn Cảo, người cùng thời, có làm bài thơ chữ Hán tưởng niệm ông. Vô danh dịch như sau:
Non sông Hồng Lạc, giặc xâm lăng
Thẳng thắng, Trần công cố sức ngăn.
Trời đất biết cho lòng sốt sắng,
Kiếp đời ghi mãi chí thù hằn.
Đền thờ tỏ dấu dân trong nước,
Thơ vịnh nêu tình khách viết văn.
Những đứa phản thần qua đến cửa,
Gục đầu, run mật, cặp mày nhăn.
Năm 1909, một tu sĩ trong giáo phái Bửu Sơn Kỳ Hương tên là Vương Thông có viết tập thơ Nôm thể lục bát có tên là "Trần Quản Cơ dữ Gia Nghị Binh", kể về khởi nghĩa Bảy Thưa, trong đó có nhiều câu nói đến tinh thần "an bần, lạc đạo", lòng quả cảm và tiết tháo của ông, trích hai đoạn ngắn: 
Thân ngài (Trần Văn Thành) chẳng quản rách lành,
Ở trong Láng đó lều tranh chờ thời.
Người trung đứng giữa mặt trời,
Đắng cay bao quản vận thời chớ than.
Trích cò le át la vang,
Đậu khoai nuôi bữa bắp rang đỡ lòng...
Và:
An Giang có một ông (Trần Văn Thành) đây
Chữ dạ ngay thầy ái quốc ưu dân.
Thà thua xuống láng xuống bưng,
Kéo ra đầu giặc lỗi chưng quân thần...
Trần Văn Thành được tôn thờ ở nhiều nơi, như: Đền thờ Quản cơ Trần Văn Thành, Dinh Hưng Trung, Dinh Sơn Trung...Ngoài ra, tên ông còn dùng để đặt tên cho trường học và đường phố trong tỉnh An Giang.

## Vợ, con
Nguyễn Thị Thạnh (1825-1899), vợ Quản Cơ Thành, là người ở rạch Sa Nhiên, thôn Tân Quy Đông, huyện Vĩnh An, tỉnh An Giang (nay là phường Tân Quy Đông, thị xã Sa Đéc). Bà là người vợ nhân hậu, đảm đang, văn võ đều khá giỏi. Trong công cuộc kháng Pháp của chồng, ngoài việc lo cơm nước, thuốc men và động viên binh sĩ; bà còn cùng với hai người con gái là Trần Thị Hè và Trần Thị Nên đi vận động mọi người đóng góp tiền của lương thực, tham gia đào kênh (kênh Bờ Dâu), khẩn ruộng, trồng dâu nuôi tằm dệt vải,... tạo nguồn vật dụng và lương thực cho căn cứ .
Ông Thành và bà có tất cả sáu người con: ba trai, ba gái, theo thứ tự sau: Trần Văn Nhu, Trần Thị Hè, Trần Văn Chái, Trần Thị Nên, Trần Thị Núi và Trần Văn Trạng. Trừ trai út mất năm 7 tuổi, hai trai còn lại đều khá danh tiếng:
- Trần Văn Nhu (1847-1914), còn gọi là Cậu hai nhà Láng (người miền Nam gọi con đầu lòng là thứ hai), người lập ra Bửu Hương tự (tức chùa Láng) và cũng là người kế truyền mối đạo Bửu Sơn Kỳ Hương sau khi cha mất. Lúc khởi nghĩa Bảy Thưa bị đánh dẹp (1873), mẹ ông cùng ông và những người thân tín khác, bị Pháp truy nã rất gắt nên phải lẩn trốn nhiều nơi. Năm 1897, ông Nhu trở về căn cứ cũ lập Bửu Hương tự (nay là Đền thờ Quản cơ Trần Văn Thành), phát "lòng phái" để thu nhận tín đồ. Ông Nhu mất tại Trà Bang (Rạch Giá) ngày 25 tháng 3 âm lịch năm 1914.
- Trần Văn Chái, bị thương ở bắp đùi , rồi bị quân Pháp bắt khi cùng chiến đấu với cha tại bản doanh Hưng Trung. Sợ con không thể chịu nổi sự tra tấn của đối phương sẽ khai báo bí mật của nghĩa quân, bà Thạnh (vợ Quản Cơ Thành) liền nhờ người đưa thư khuyên con nên tự vẫn để tròn khí tiết [33].

Tuy nhiên, vẫn còn một số tồn nghi chưa giải quyết được, như cần làm rõ thêm về cái chết của Quản Cơ Thành, về ngôi mộ ở rạch Thủ Điềm (thành phố Sa Đéc) được cho là của ông, về địa danh Bảy Thưa hay Bảy Thưa.

## Ảnh

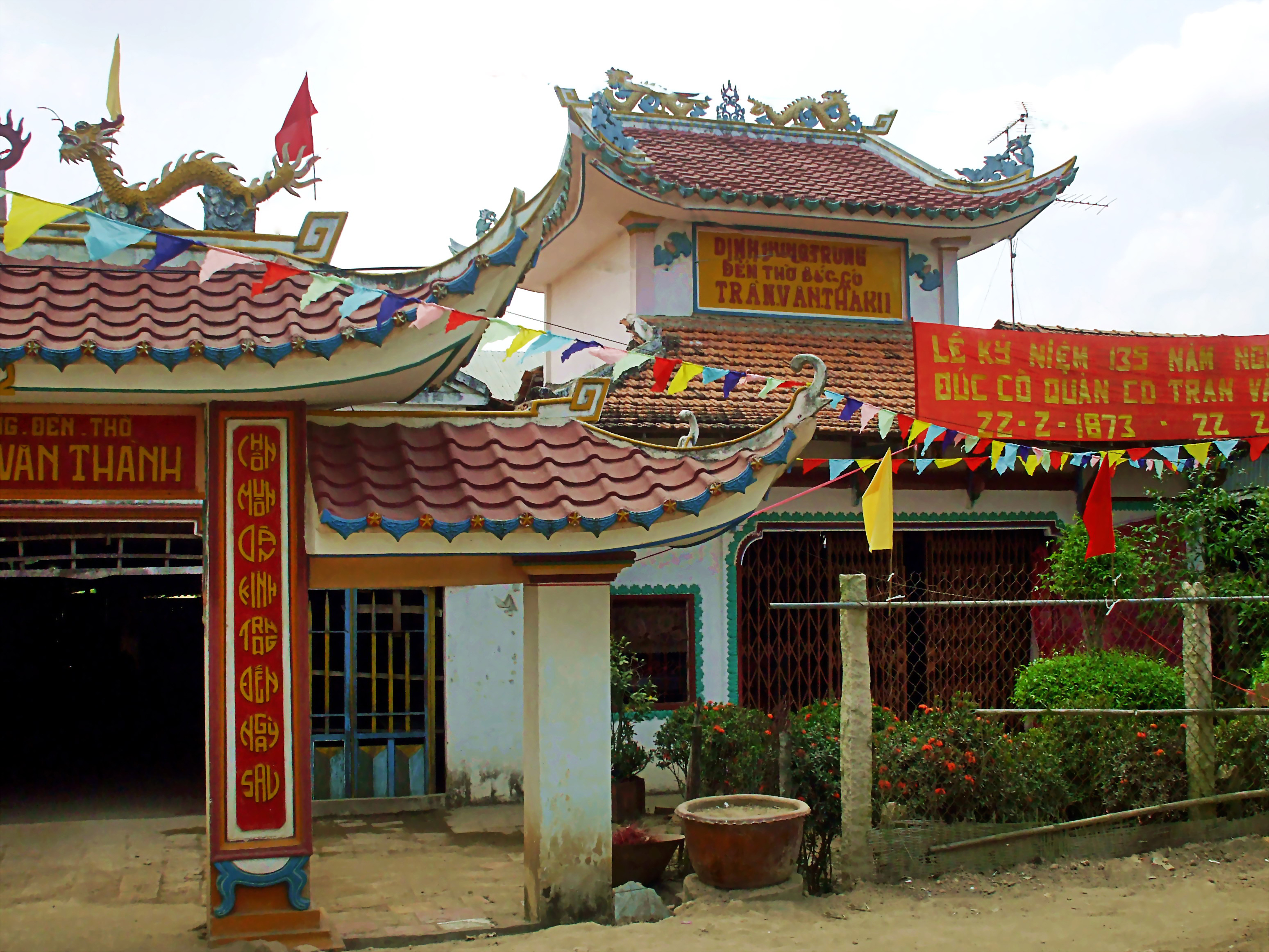
Dinh Hưng Trung thờ Trần Văn Thành.
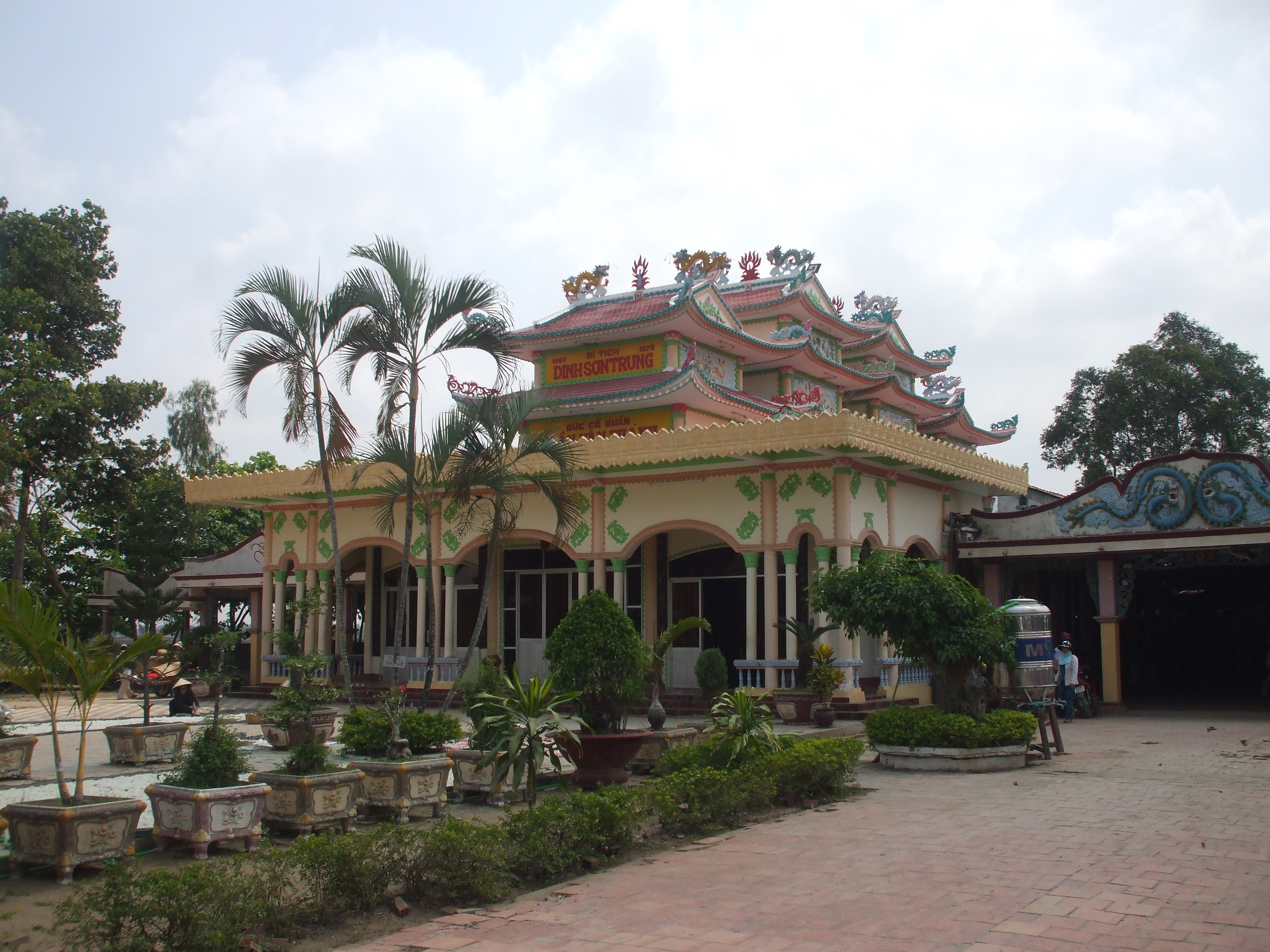
Dinh Sơn Trung thờ Trần Văn Thành.
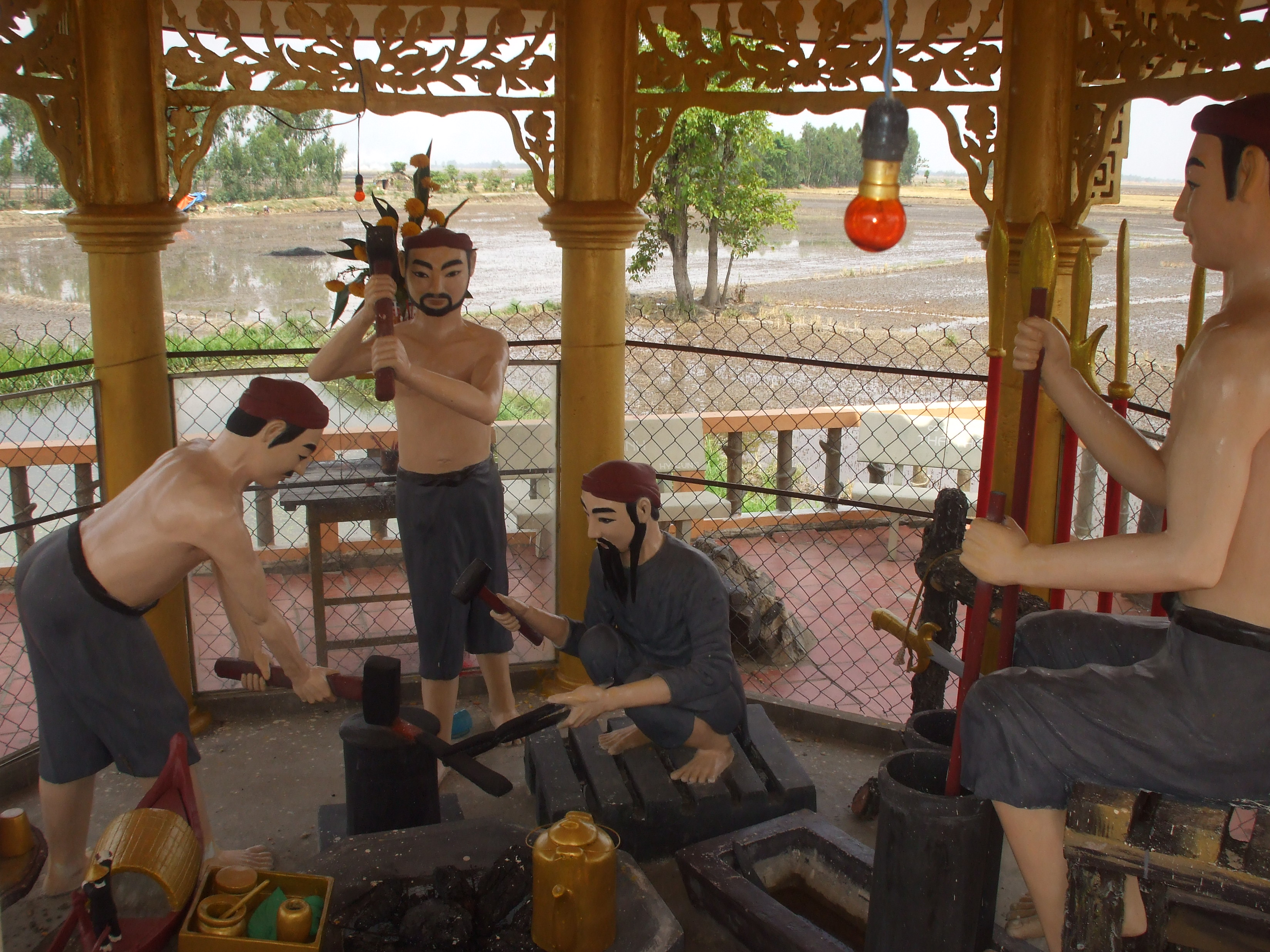
Mô phỏng một lò rèn của nghĩa quân Bảy Thưa tại Dinh Sơn Trung.
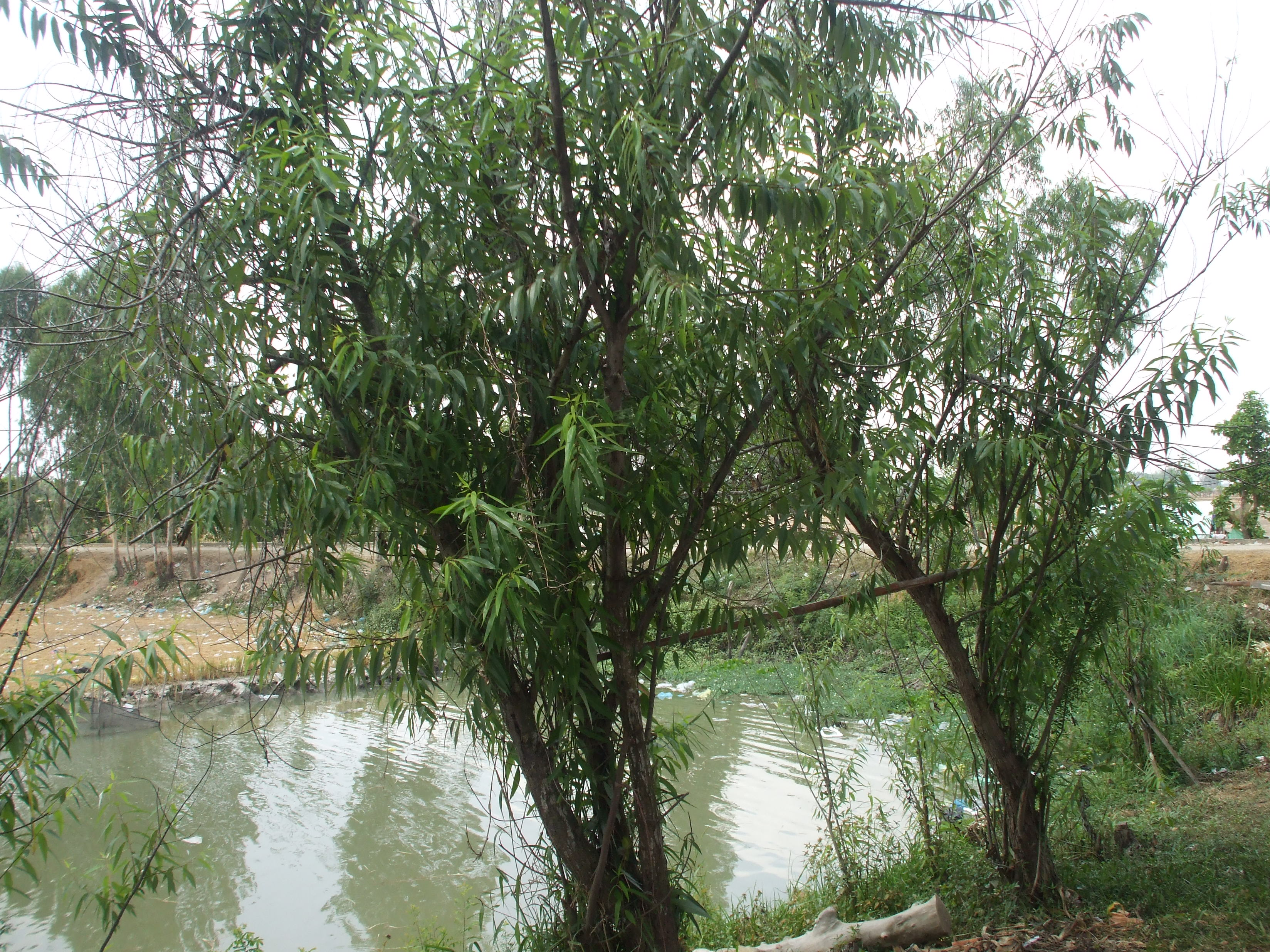
Cây cát (hay trát) thưa, chỉ còn lại vài bụi nhỏ tại Dinh Sơn Trung.